# Pac-Man Pinball Advance
Pac-Man Pinball Advance est un jeu vidéo de flipper développé par HumanSoft et édité par Namco, sorti en 2005 sur Game Boy Advance.

## Accueil
- GameSpot : 3,4/10[1]